# Battaglia di Pettorano
La battaglia di Pettorano (o anche battaglia di Pettorano e Carpinone) è uno scontro avvenuto il 17 ottobre 1860 nei pressi dell'abitato di Pettorano (oggi Pettoranello del Molise, in provincia di Isernia) fra un contingente di garibaldini (la Legione del Matese) e le forze filoborboniche provenienti dal territorio circostante.
Il 30 settembre 1860 la città di Isernia si era ribellata al governo provvisorio garibaldino; la Legione del Matese, agli ordini del Colonnello Francesco Nullo, avrebbe dovuto muovere il 14 ottobre da Maddaloni (dov'era stanziata) fino a Bojano per poi marciare contro i lealisti in concomitanza con l'arrivo dell'Esercito Sabaudo, guidato dal Generale Cialdini, che era diretto verso il valico del Macerone e verso la valle del Volturno.

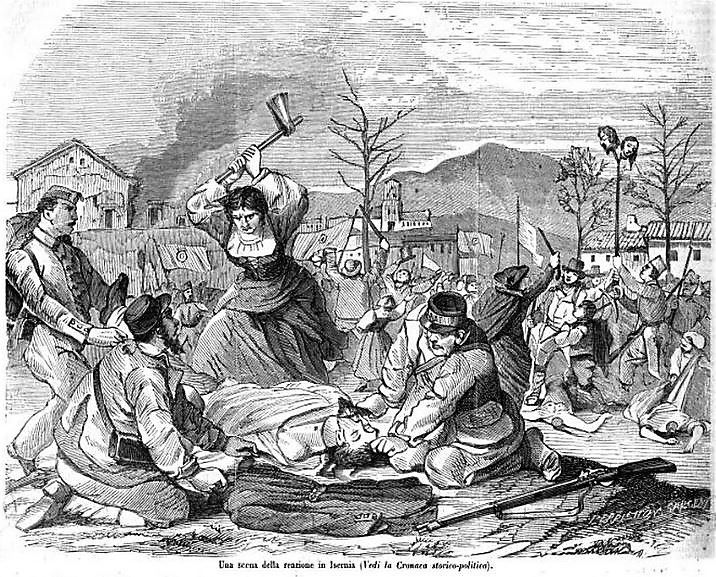
Illustrazione tratta da "Il Mondo Illustrato - Giornale universale", Torino, (1861) intitolata "Una scena della reazione di Isernia" raffigurante il linciaggio dei liberali filounitari durante la rivolta legittimista di Isernia scoppiata nell'ottobre del 1860.

Il colonnello Nullo, giunto a Boiano, decise di non attendere la discesa del Generale Cialdini e di dirigersi verso Isernia; durante il tragitto il contingente fu vittima di un'imboscata: gruppi di contadini discesi dalle montagne e truppe borboniche provenienti da Isernia assalirono i Garibaldini e li massacrarono. Tra le vittime del massacro si ricorda il conte Pietro Lavagnolo, udinese, Ufficiale nelle Guide e Prode del Volturno di cui Garibaldi scrisse "parte preziosa del nostro sangue versato per la causa italiana". Lavagnolo fu sepolto nella chiesa di Pettoranello e insignito di medaglia di argento al valor militare.
L'episodio viene così ricordato da Giuseppe Cesare Abba:
Pettorano, Carpinone, Isernia, meritereste che su voi non venisse più né pioggia né rugiada, fin che durerà la memoria dei nostri, ingannati e messi in caccia e uccisi pei vostri campi e pei vostri boschi! Tornano gli avanzi della colonna di Nullo; non si regge ai loro racconti; non sanno dire che morti, morti, morti! Par loro d’avere ancora intorno l’orgia di villani, di soldati, di frati che uccidevano al grido di Viva Francesco secondo e Viva Maria. Povero Bettoni! La sua Soresina non lo vedrà più. Se ne veniva indietro ferito su d’una carrozza; cavalcavano a’ suoi lati Lavagnolo e Moro, pensando di poterlo porre in salvo a Boiano, e tornar poi a spron battuto dove Nullo combatteva, e i nostri morivano qua, là, a gruppi, da soli, sbigottiti dalle grida selvaggie. Poveri cavalieri! Il giorno appresso il tenente Candiani li trovò morti sulla via. Ah! quel Sannio, quel Sannio! Mi sento passar sul viso un soffio gelato come quel giorno che la spedizione partì: sin d’allora mi suonò nella memoria il nome delle Forche Caudine.»
(da Da Quarto al Volturno)